# Zámek Gien
Zámek Gien (francouzsky Château de Gien) se nachází v obci Gien v departementu Loiret, region Centre-Val de Loire a patří k zámkům na řece Loiře.
Zámek dala vybudovat v roce 1484 francouzská regentka Anna z Beaujeu na místě královského mysliveckého zámku. Anna byla nejstarší dcerou krále Ludvíka XI. a Šarloty Savojské.
Po Annině smrti se zámek vrátil zpět do vlastnictví koruny. Na zámku v roce 1523 podepsal král František I. dokument ustavující jeho matku Luisu Savojskou za regentku Francie. V zámku se zdržoval Jindřich III. a později královna Anna Rakouská. Ve věku 13 let se zde také ukrýval Ludvík XIV. po prohrané bitvě u Bleneau. V roce 1823 zámek koupil departement Loiret a od roku 1952 zde sídlí Mezinárodní muzeum myslivosti.